# Феликсдорф
Феликсдорф (нем. Felixdorf) — ярмарочная коммуна (нем. Marktgemeinde) в Австрии, в федеральной земле Нижняя Австрия.
Входит в состав округа Винер-Нойштадт. Население составляет 4281 человек (на 31 декабря 2005 года). Занимает площадь 2,48 км². Официальный код — 32307.

## Политическая ситуация
Бургомистр коммуны — Карл Штибер (СДПА) по результатам выборов 2005 года.
Совет представителей коммуны (нем. Gemeinderat) состоит из 25 мест.
- СДПА занимает 17 мест.
- АНП занимает 7 мест.
- Партия BIF занимает 1 место.